# Картер (авто)

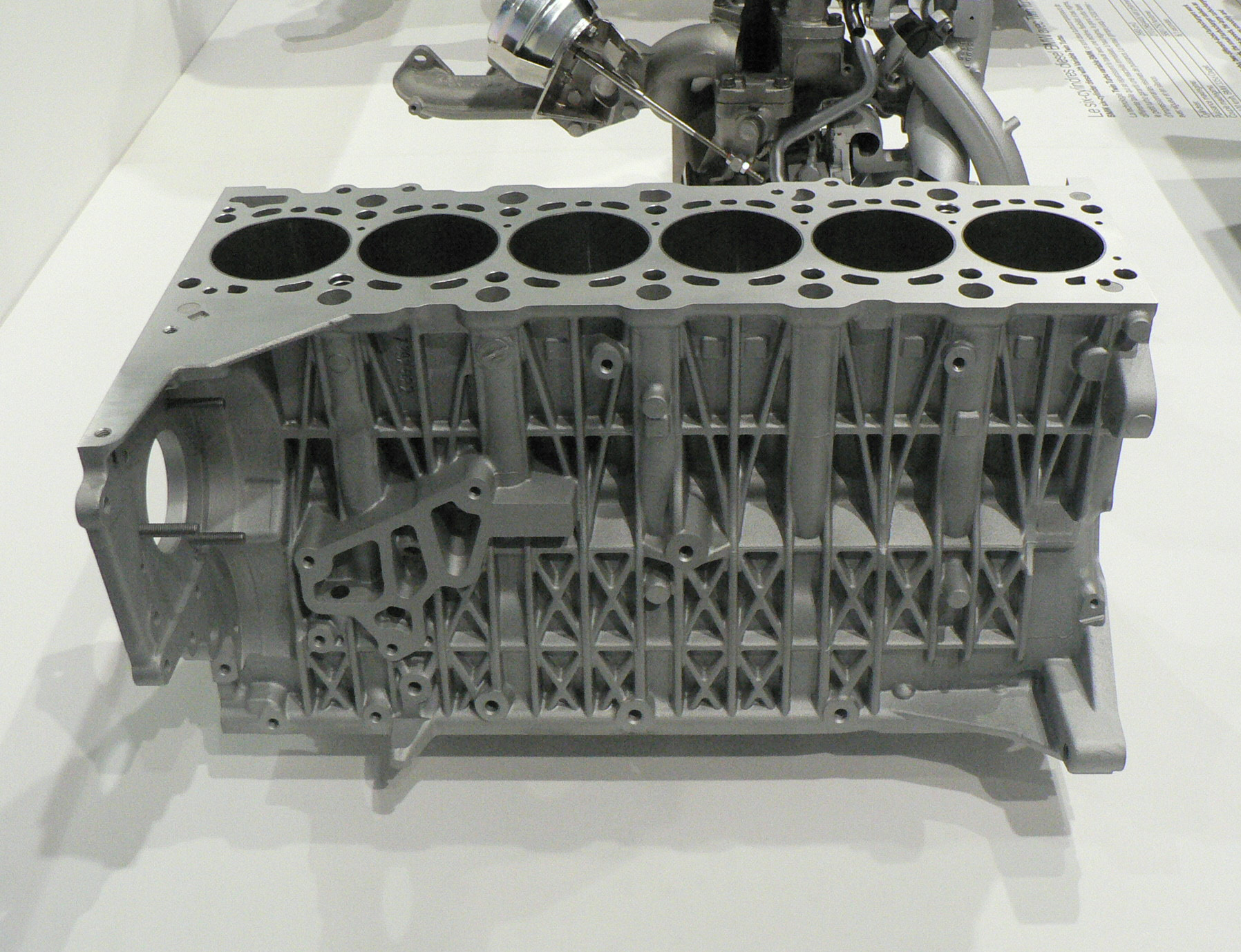
Блок циліндрів і картер 6-циліндрового двигуна BMW

Ка́ртер (англ. carter) — металевий корпус поршневих машин, зубчастих передач тощо. Картер є нижньою частиною двигуна (автомобільного, авіаційного), що захищає шатуни й колінчастий вал від пошкоджень, бруду, пилу. Нижня частина картера автомобільного двигуна називається піддоном і слугує резервуаром для мастила. Всередині картера розміщують вали, осі та інші деталі; до картера прикріплюють циліндри й різні агрегати. 
Назва деталі походить від прізвища англійського інженера Г. Картера (англ. H. Carter), а тлумачення його як похідного від слова cart («віз») є помилковим.